# SŽD-Baureihe ТЭП10Л
Die Lokomotiven der SŽD-Baureihe ТЭП10Л (deutsche Transkription TEP 10L) der Sowjetischen Eisenbahnen (SŽD) waren breitspurige Diesellokomotiven mit dieselelektrischer Kraftübertragung vorrangig für den Personenzugdienst. Sie gehörten als Lokomotive mit nur einem Führerstand zur Familie der ТЭ10 und waren als Ableitung der 2ТЭ10L entstanden.

## Geschichte
Die Lokomotiven entstanden als Personenzugvariante der SŽD-Baureihe 2ТЭ10Л der Lokomotivfabrik Luhansk. Sie wurden von 1964 bis 1967 von der Lokomotivfabrik Luhansk mit 218 Exemplaren ausgeliefert. Gegenüber einer Sektion der 2ТЭ10L unterschied sich die Lokomotive durch das Übersetzungsverhältnis von 63:20 (wie bei der ТЭП10), was der Lokomotive eine Höchstgeschwindigkeit von 140 km/h ermöglichte, sowie den Einrichtungen der Personenzugbremse. Auf Grund der Unifizierung mit der 2ТЭ10L war der zweite Führerstand der Lok nicht vorhanden, was bei ihr ein Drehen am Zielbahnhof nötig machte. Das war der Hauptnachteil der Lokomotive gegenüber der ursprünglichen ТЭ10 und der ТЭП10. Es konnten aber zwei Sektionen der Reihe ТЭП10Л Rückseite an Rückseite gekuppelt werden, was die Führung besonders schwerer Personenzüge ermöglichte und das Drehen überflüssig machte. Die Maschinenparameter der Lokomotive unterschieden sich nicht von denen der ТЭП10 der Lokomotivfabrik Charkow.
Zum 1. Januar 1976 fuhren die Lokomotiven auf den Eisenbahnstrecken um Moskau, der Nordbahn, der Odeska Salisnyzja und in Kasachstan. 